# Крыстев, Иван (политолог)
Ива́н Йо́тов Кры́стев (Крастев; болг. Иван Йотов Кръстев, 1 января 1965, Луковит) — болгарский политический аналитик, эксперт в области международных отношений, исследователь посткоммунистической ситуации в России и странах Восточной Европы.

## Биография
Закончил Софийский университет. Председатель правления Центра либеральных стратегий (София), научный сотрудник Института гуманитарных наук (IWM, Вена). Один из основателей и член Европейского совета по международным отношениям. Преподавал в Центрально-Европейском Университете в Будапеште и в Институте Ремарка (Нью-Йоркский Университет). С 2004 был исполнительным директором Международной комиссии по Балканам, которую возглавлял Джулиано Амато. В 2005—2011 — главный редактор журнала Foreign Policy България. Член редакционного совета журналов Europe’s World и Transit — Europäische Revue. Широко публикуется в болгарской и мировой печати. В соавторстве с американским правоведом Стивеном Холмсом написал книгу «The Light That Failed: Why the West Is Losing the Fight for Democracy» .

## Книги
- Shifting Obsessions: Three Essays on the Politics of Anticorruption (2004)
- Nationalism after communism: lessons learned (2004, соредактор)
- The Anti-American Century (2007, соредактор)
- What does Russia think? (2009, соредактор)
- The spectre of a multipolar Europe (2010, в соавторстве)
- After Europe / После Европы (University of Pennsylvania Press, 2017)
- The Light That Failed: Why the West Is Losing the Fight for Democracy.

## Публикации на русском языке
- Иван Крастев. Управление недоверием. Пер. с англ. А. А. Ожигановой. М., Издательство «Европа», 2014.
- Иван Крастев Новые деспоты Восточной Европы: долгий путь к упадку демократии // Неприкосновенный запас 2018, № 4
- Иван Крастев, Стивен Холмс. Свет, обманувший надежды. Почему Запад проигрывает борьбу за демократию = Ivan Krastev, Stephen Holmes The Light That Failed: Why the West Is Losing the Fight for Democracy (англ.) / переводчик Александр Соловьев ; редактор Ольга Бараш. — М.: Альпина Паблишер, 2020. — 354 p. — ISBN 978-5-9614-3608-2.
- Иван Крастев. Тернии «нормальности»: конец эпохи имитации // Демонтаж коммунизма: 30 лет спустя / под ред. К. Рогова. М.: Новое литературное обозрение, 2021. С. 46—65.

## Признание
В 2008 — единственный представитель Болгарии — занял 85-е место в списке ста ведущих публичных интеллектуалов мира, разработанном британским журналом Prospect и американским журналом Foreign Policy.